# Viru-Nigula kyrka
Viru-Nigula kyrka (estniska: Viru-Nigula kirik) är en luthersk kyrka i Viru-Nigula i Estland. Den började byggas under senare halvan av 1200-talet, och byggandet fortsatte in på 1400-talet. Kyrkans torn höjdes år 1755. Den förstördes i en eldsvåda 1941. Den började återbyggas genast efter kriget, men blev klar först 1958. Tornet blev klar 1988.